# إيفو يوسيبوفيتش
إيفو يجوسيبوفيتش (بالكرواتية: Ivo Josipović)‏ (تلفظ كرواتي: [ǐ:v̞ɔ jɔsǐ:pɔv̞it͡ɕ]  ( استمع)؛ ولد في 28 أغسطس 1957) هو سياسي كرواتي و أصبح رئيس كرواتيا منذ عام 2010.
دخل يجوسيبوفيتش السياسة كعضو في رابطة شيوعيي يوغسلافيا (SHK)، و لعب دورا مهما في التغيير الديموقراطي لهذا الحزب حيث كتب القانون الأساسي الأول والذي استبدل "SKH-SKJ". ترك السياسة في 1994 و لكنه عاد مرة أخرى في عام 2003 كعضو مستقل في البرلمان الكرواتي. بالإضافة إلى السياسة، عمل يجوسيبوفيتش أستاذاً للجامعة وخبيراً قانوني وكموسيقار و ملحن.
دخل يجوسيبوفيتش سباق الرئاسة الكرواتية في 2009-2010 كالممثل الرئيسي عن الحزب الاشتراكي الديموقراطي الكرواتي، الذي عاد إليه في عام 2008. في الجولة الأولى من الانتخابات حصل على المرتبة الأولى بنسبة 32.4% من الأصوات، ودخل الجولة الثانية مع المرشح المستقل ميلان بانديتش الذي حصل على 14.8 % من الأصوات. تحول يجوسيبوفيتش من شخص مجهول بالنسبة إلى عامة الناس إلى الفوز بنسبة 60.2% في الانتخابات النهائية. كان عنوان حملته الانتخابيه Nova Pravednost و التي تعني العدالة الجديدة، مناديا إلى منهج قانوني واجتماعي جديد لمعالجة الظلم الاجتماعي والفساد و الجريمة المنظمة. وضمت الحملة الانتخابية أيضا حقوق الأفراد والترويج لأبسط الحقوق كالمساواة، و حقوق الإنسان، و حقوق المثليين، و العدالة، والاجتهاد، والتعاطف الاجتماعي والإبداع. كما تم تدشين يوسيبوفيتش كثالث رئيس لكرواتيا في 18 فبراير 2010، في ساحة القديس مارك في زغرب. وقد بدأت ولايته رسميا في منتصف ليلة 19 فبراير 2010.

## السيرة الذاتية
يرجع أصل والدي يوسيبوفيتش من باسكا فودا في دالماتيا. ولد يوسيبوفيتش في زغرب، حيث حضر المدرسة الابتدائية وحضر الثانوية في مدرسة للموسيقى. كان يعد لاعب كرة قدم واعد عندما كان مراهقا.
هو متزوج من تاجيانا، أستاذة في القانون المدني وخبيرة قانونية. لديهم ابنة واحدة تدعى لانا(و لدت في عام 1991).

### القانون
التحق إيفو يجوسيبوفيتش بكلية الحقوق في جامعة زغرب حيث تخرج في عام 1980 بعد نجاحة في ما يسمى Bar exam. و في عام 1985 حصل على درجة الماجستر في القانون الجنائي وأتم درجة الدكتوراه في العلوم الجنائية عام 1994. بدأ التدريس كأستاذ في كلية الحقوق في عام 1984، ومنذ ذلك الحين أصبح أستاذاً في الإجراءات الجنائية، والقانون الجنائي الدولي والجنح القانونية.
عمل يجوسيبوفيتش كباحث زائر في عدد من المعاهد المرموقة مثل معهد ماكس بلانك للقانون الجنائي الدولي و الأجنبي في فرايبورغ، ألمانيا، ومعهد القانون الجنائي التابع إلى جامعة غراتس، النمسا، وعمل أيضا في المعهد الأوروبي لمنع الجريمة ومكافحتها و الذي يقع في هلسنكي، فنلندا. ولقد عمل يجوسيبوفيتش كباحث خاص لكل من معهد ماكس بلانك للقانون الجنائي الدولي و الأجنبي في فرايبورغ، ألمانيا، و جامعة ييل في الولايات المتحدة الأمريكية.
كعضو في عدد من الجمعيات القانونية والفنية على الصعيدين المحلي والدولي، نشر يجوسيبوفيتش أكثر من 85 ورقة عمل أكاديمية ومهنية في المجَلات الأكاديمية المحلية والدولية.
و في عام 1994 كان أحد المنشئين  مركز هرفاتسكي برافني (مركز القانون الكرواتي).
و لقد ساعد يجوسيبوفيتش في انقاذ 180 سجناءحرب كروات من مراكز الاعتقال الصربية، و لقد مثل كرواتيا أمام محكمة العدل الدولية والمحكمة الجنائية الدولية ليوغوسلافيا السابقة.
و شارك في عدة مشاريع دولية وعمل كخبير لمجلس أوروبا للإفراج عن سجناء في أوكرانيا ومنغوليا وأذربيجان.

### الموسيقى
بعد تخرجه من المرحلة الثانوية من مدرسة موسيقية، قام يجوسيبوفيتش بالتسجيل في قسم التلحين في أكاديمية الموسيقى بجامعة زغرب تحت إشراف الملحن المشهور ستانكو هورفات. تخرج في عام 1983 بتخصص في التلحين الموسيقي.
قام بالتدريس في أكادمية زغرب للموسيقى بين عامي 1987 و 2004.
لحن يجوسيبوفيتش ما يربو على 50 من موسيقى الحجرة، بالآت موسيقية مختلفة، وأوركسترا الحجرة و الأوركسترا. فاز في عام 1985 بجائزة من قبل اتحاد البث الأوروبي لتلحين "Samba da Camera"، و في عام 1999 فاز بجائزة بورين لنفس القطعة الموسيقية، و فاز بجائزة بورين أخرى في عام 2000 لتلحينه لقطعة موسيقية بعنوان "Tisuću lotosa" (ألف لوتسه).
أكثر ألحانه نجاحاً ضمت كل من "Igra staklenih perli"( لعبة الخرزة الزجاجية) و "Tuba Ludens"، و يقوم باستخدام هذه الألحان موسيقيون عدة داخل وخارج كرواتيا.
منذ عام 1991 عمل كقائد للفرقة الموسيقية MBZ (موسيقى بينالى زغرب).
أعلن يجوسيبوفيتش أثناء الحملة الانتخابية، بإنه سوف يلحن أوبرا بخصوص مقتل جون لينون عندما يتم انتخابه رئيساً للجمهورية.

### السياسة
انظم يجوسيبوفيتش إلى جامعة الشيوعيين الكروات في عام 1980. و قام بدور مهم في التحول الديموقراطي لهذا الحزب، بحيث أنه كتب النظام الأساسي للحزب الاشتراكي الديموقراطي الكرواتي. ترك السياسة والحزب الاشتراكي الديموقراطي الكرواتي عام 1994 ليكرس وقته للقانون والموسيقى. بناء على دعوة ايفتزا راكن ، الموكل بمهام رئيس الوزراء، عاد يجوسيبوفيتش إلى السياسة عام 2003 و أصبح عضوا في البرلمان الكرواتي ونائب رئيس الممثلين عن الحزب الاشتراكي الديموقراطي الكرواتي.